# Willi Frank (Widerstandskämpfer)
Willi Frank (* 12. Februar 1909 in Steyr; † 19. Februar 1945) war ein österreichischer Kommunist und Widerstandskämpfer gegen den Nationalsozialismus.

## Leben
Bereits als Schlosserlehrling trat Frank 1925 dem Kommunistischen Jugendverband (KJV) bei. Nach seiner Lehre war er zunächst arbeitslos, dann KJV-Obmann in Margareten, später in Floridsdorf. 1931 wurde Frank Mitglied des ZK des KJV. Auf dem VI. Weltkongress der Kommunistischen Jugendinternationale (KJI) 1935 in Moskau wurde er zum Kandidaten des Exekutivkomitees der KJI gewählt.
Während des Austrofaschismus und nach dem Anschluss arbeitete Frank illegal in Österreich. Ende 1939 nahm er – neben Erwin Puschmann, Franz Honner und Julius Kornweitz – am Treffen der leitenden Funktionäre des Auslandsapparates der KPÖ in Split teil, der bemüht war, wieder eine ständige Verbindung zwischen dem Ausland und den Gruppen in Österreich einzurichten. Frank floh 1941 in die Sowjetunion nach Moskau, wo er in das Zentralkomitee der KPÖ kooptiert wurde.
Nach dem Überfall auf die Sowjetunion kämpfte Frank auf Seiten der „Roten Armee“. Vor seiner Abreise nach Slowenien war er in der Arbeit unter österreichischen Kriegsgefangenen in Krasnogorsk eingesetzt. Am 10. Dezember 1944 wurde Frank mit einem sowjetischen Flugzeug über Kiew und Belgrad ins slowenische Partisanengebiet nach Črnomelj gebracht, wo die führenden KPÖ-Funktionäre Franz Honner und Friedl Fürnberg mit der Aufstellung eines Österreichischen Bataillons begonnen hatten. Unmittelbar darauf liefen in Tribuče die Vorbereitungen für eine ins Land gerichtete Operation an, um dort die Widerstandsbewegung zu aktivieren. Am 17. Februar 1945 brach schließlich die von Frank geleitete Gruppe Richtung Norden auf. Am Morgen des 19. Februar 1945 wurde Frank im slowenischen Dorf Smuka bei einem Überraschungsangriff von im Partisanengebiet operierenden Weißgardisten tödlich verwundet.

## Ehrungen
- Willi Frank und der mit ihm gefallene Funker Willi Högl wurden am Friedhof der Ortschaft Poljane bestattet. 1959 wurde hier ein Gedenkstein enthüllt. Seit 1962 befindet sich auch in Smuka ein Gedenkstein, der an den Tod der beiden österreichischen Antifaschisten erinnert.
- In Steyr ist eine Straße und in Wien-Margareten seit 1989 ein Park[2] nach Willi Frank benannt.